# Тангла
Горы Тангла́ (кит. трад. 唐古拉山脉, пиньинь Tánggǔlā shānmài) — обобщающее название горных массивов и разнонаправленных коротких хребтов в центральной части Тибетского нагорья в Китае.
Максимальная высота достигает 6555 м. Горы сложены главным образом известняками и глинистыми сланцами. Характерно сочетание куполовидных вершин и пологих склонов, покрытых каменными развалами, которые перемежаются с широкими плоскодонными котловинами на высотах 4700-5400 м. Обычны сильные ветры. На высочайших вершинах расположены ледники. Преобладают ландшафты высокогорных степей и холодных пустынь.
Впервые горы Тангла были описаны русским учёным Николаем Пржевальским.